# انتخاب هدایتی

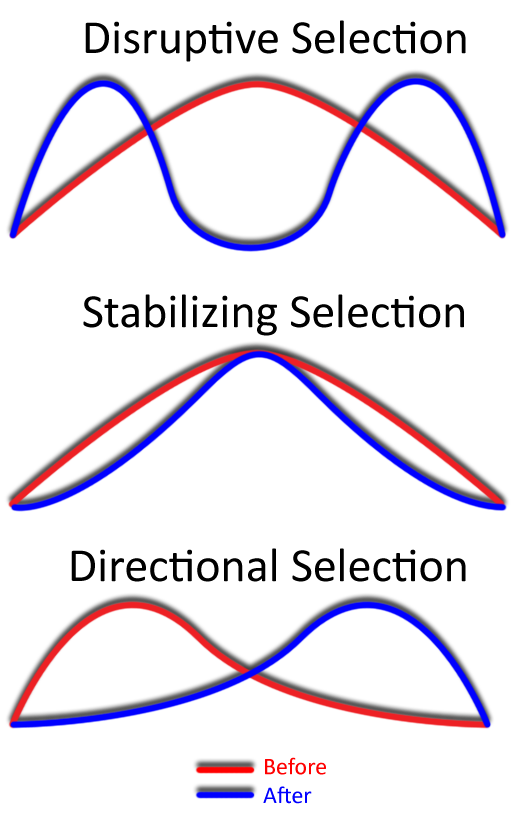
این تصویر انواع مختلف انتخاب را نشان می دهد

در علم ژنتیک جمعیت، یکی از انواع انتخاب طبیعی،انتخاب هدایتی(به انگلیسی: Directional selection) است که یک فنوتیپ را مورد توجه قرار می‌دهد که باعث می‌شود فرکانس الل‌ها به‌طور مداوم به یک سمت تغییر مسیر بدهد.تحت انتخاب هدایتی، اللهای سودمند مستقل از اینکه نسبت به سایر الل‌ها غالب باشند در فرکانس افزایش پیدا می‌کنند.بدین معنی که حتی اگر الل‌های سودمند میل به بازگشت داشته باشند، این فرایند تغییر نهایتاً ثابت می‌شود.
انتخاب هدایتی در تقابل با انتخاب تعادلی که چند الل را مورد توجه قرار می‌دهد، بوده و همچنین مشابه با انتخاب تصفیه ای که جهش‌های مضر را از جمعیت حذف میکند، می‌باشد.انتخاب هدایتی بیشتر در مواردی که محیط اطراف تغییر میکند، رخ می‌دهد.مانند مهاجرت به سرزمین‌هایی با محیط متفاوت.یک مثال از انتخاب هدایتی فسیل‌هایی هستند که نشان می‌دهند اندازه ی خرس‌های سیاه در اروپا بین هر دو دوره ی یخبندان کاهش ولی در حین هر دوره افزایش پیدا کرده‌است.
به عنوان مثال دیگر سایز منقار در جمیعت فنچ‌ها را در نظر بگیرید.در حین فصول سرد دانه‌های کوچک بسیار زیاد و منبع تغذیه بزرگی از این دانه‌ها برای این فنچ‌ها وجود دارد به‌طوری‌که فنچ‌ها به ندرت به سراغ دانه‌های بزرگ میروند. و در حین فصل خشک نیز به علت کمبود دانه‌ها پرندگان دیگر دانه‌های بزرگ را میخورند.این تغییر در غذای فنچ‌ها روی اندازه ی منقار آن‌ها در نسل‌های بعدی تأثیر میگذارد، منقارهای زمخت و بزرگ تبدیل به کوچک و صاف می‌شوند.